# Přejezdové zabezpečovací zařízení
Přejezdové zabezpečovací zařízení (PZZ) je železniční zabezpečovací zařízení, které slouží k zabezpečení úrovňových železničních přejezdů.

## Vývoj
Od zahájení provozu na prvních železničních tratích bylo zřejmé, že úrovňová křížení železničních tratí s jinými druhy pozemních komunikací patří mezi kritická místa. Proto začala být zřizována stanoviště, kde strážník trati obsluhoval jednoduché zábrany, postupem času se vyvinuly mechanické závory, které byly zpočátku ovládány místně, později i dálkově.

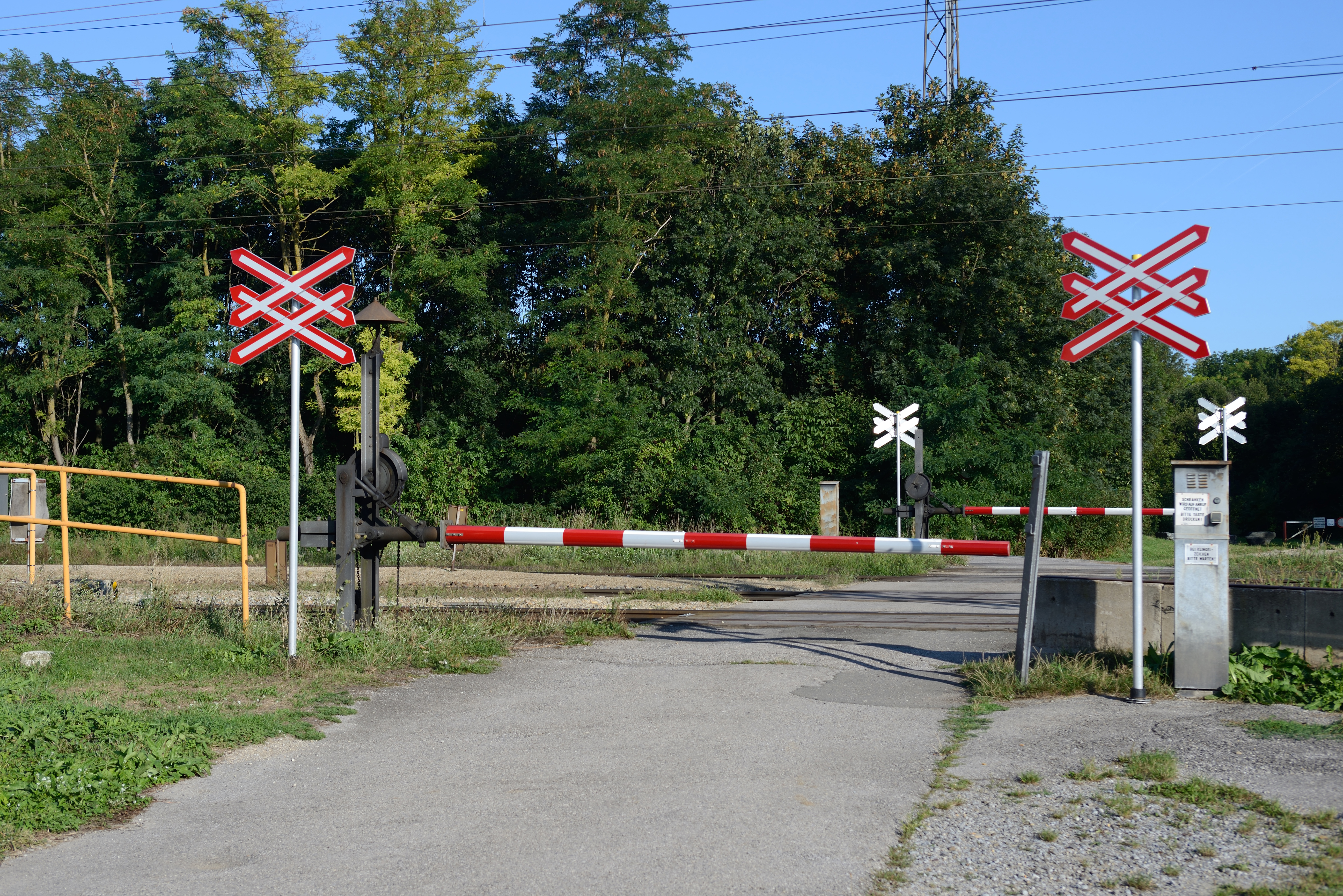
Mechanické přejezdové zabezpečovací zařízení (Viehofen, Rakousko)

Vývoj těchto zařízení se ubíral od zásuvných zábran přes otočné závory až ke sklopným závorám. Princip sklápěných závor se ukázal jako nejúspěšnější a ve své mechanické podobě byl používán na železnicích celé století. Stejný způsob pak využívala i pozdější samočinná zařízení. Za značné rozšíření vděčí sklápěcí závory tomu, že je možné je sklopit z jednoho místa a v jednu na obou stranách křížení. Původně se používal jednodrátový pohon, jehož nevýhodou bylo to, že při přetržení táhla došlo k jejich otevření. Tento nedostatek pak eliminoval vynález dvoudrátového pohonu. Od počátku 20. století pak byly zaváděny předzváněče a rychlostní pohony, které umožnily dálkovou obsluhu mechanických závor.
Pro eliminaci lidského faktoru byly postupně vyvinuty systémy, které pracují automaticky na základě ovlivnění jízdou vlaku. Mezi první taková zařízení na území pozdějšího Česka patřilo výstražné zařízení vzor FRÝBA dodávané od 30. let 20. století firmou Elektrosignál Praha. V roce 1936 bylo toto zařízení, kde bylo ovlivnění jízdou vlaku zajištěno pomocí rtuťových kolejových doteků, instalováno u Závišína na trati Březnice – Blatná.

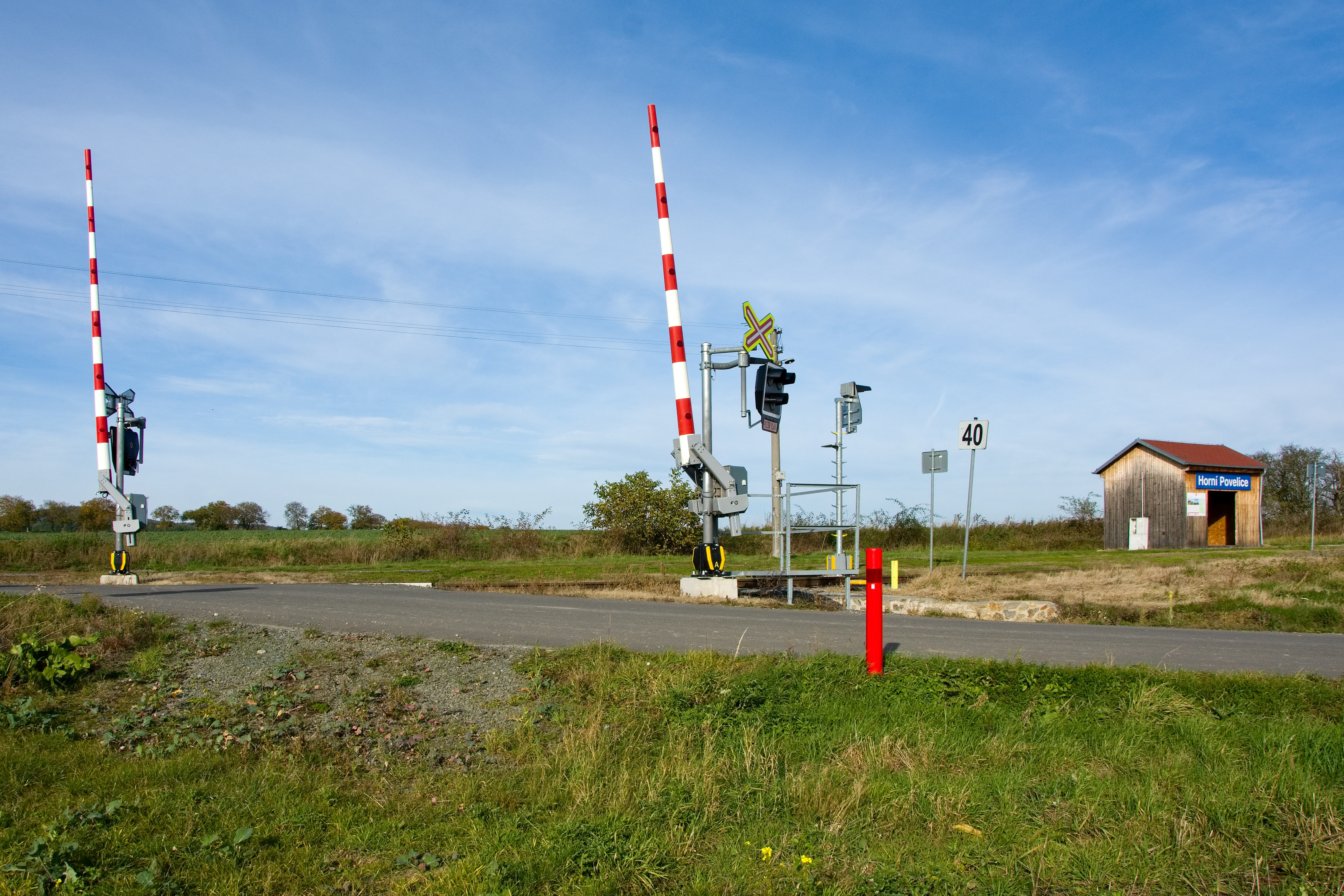
Světelné přejezdové zabezpečovací zařízení se závorami (Horní Povelice, Česko)

## Rozdělení
Základní dělení je na dva typy těchto zařízení:
- Mechanická přejezdová zabezpečovací zařízení (PZM)
- Světelná přejezdová zabezpečovací zařízení (PZS)

V českém prostředí ještě existuje zvláštní kategorie „Výstražná zařízení pro přechod kolejí“ (VZPK).

### Mechanické přejezdové zabezpečovací zařízení
Mechanické přejezdové zabezpečovací zařízení může být obsluhováno buď místně (tj. ze stanoviště přímo u přejezdu) nebo dálkově pomocí drátovodů. Zařízení se skládá z pohonu závor (jednoduchý nebo s převodem), drátovodů, závorových stojanů a břeven závor. Zařízení obsluhuje pověřený zaměstnanec železnice pomocí otáčení kliky. Toto zařízení může být doplněno světelnou výstrahou, přejezdníkem (ten informuje strojvedoucího o stavu přejezdu), může být také uzamykatelné a otvírané pouze na požádání.

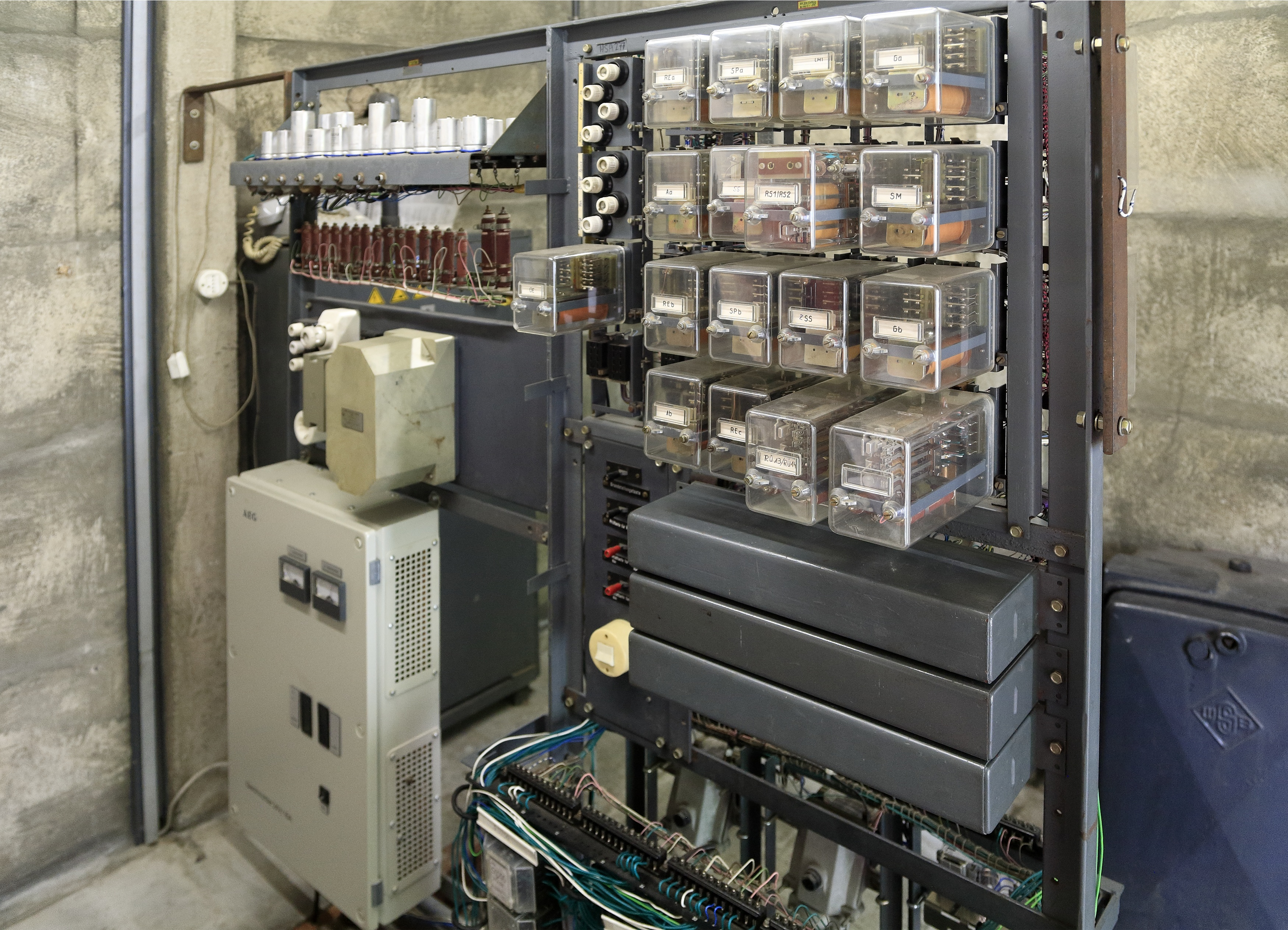
Stojan s elektrickou výstrojí reléového PZS (Straßgräbchen-Bernsdorf, Německo)

### Světelné přejezdové zabezpečovací zařízení
Světelné přejezdové zabezpečovací zařízení může být se závislostí nebo bez závislosti na jízdě drážních vozidel. V jednoduchém případě není zřízena závislost na jízdách drážních vozidel a zařízení je ovládáno pracovníkem železnice. V případě, že zařízení funguje automaticky (je ovlivněno jízdou drážních vozidel), má zřízenu indikaci svého stavu buď pomocí přejezdníku nebo pomocí indikace stavu na kontrolním pracovišti (případně má obě indikace). Takové zařízení je buď bez závor nebo je vybaveno závorami.
Světelné přejezdové zabezpečovací zařízení může mít buď reléovou nebo elektronickou logiku, případně se může jednat o kombinaci reléových a elektronických prvků.